# Stazione di Vaccarella
La stazione di Vaccarella è una stazione ferroviaria situata alla periferia di Lucera posta sulla linea Foggia-Lucera.

## Storia
La prima fermata di Vaccarella fu attivata il 31 luglio 1887, contemporaneamente all'apertura della linea Foggia-Lucera.
Originariamente sita alla progressiva 8+678, venne spostata dal 1º febbraio 1935 alla progressiva 7+219 e venne chiusa con il termine del servizio passeggeri sulla linea, il 4 ottobre 1967.
Con la ricostruzione della linea, venne realizzata una nuova stazione, con binario di raddoppio, alla progressiva 9+137; la nuova linea venne attivata il 14 luglio 2009.

## Strutture e impianti
È costituita da un piccolo fabbricato di servizio e due banchine a servizio dei due binari.